# Junges Kammerorchester Stuttgart
Das Junge Kammerorchester Stuttgart (JuKo) wurde 1960 von Charlotte Azone von Cube als Jugendkammerorchester gegründet und ist ein Auswahlorchester der Stuttgarter Musikschule. Seit 1983 ist das Orchester in die Arbeit der Stuttgarter Musikschule integriert. Seit 2023 leitet Michael Böttcher das Orchester. 

## Geschichte und Repertoire
Seit seiner Gründung widmet sich das Orchester der gesamten Kammerorchesterliteratur vom musikalischen Barock bis zur zeitgenössischen Musik.
Das JuKo arbeitete mit international bekannten Solisten zusammen wie Isabelle Faust, Jürgen Kussmaul, Lionel Martin, Christian Ostertag, Sergio Azzolini, Ingolf Turban und Hansheinz Schneeberger. Auftritte finden regelmäßig in Stuttgart im Weißen Saal des Neuen Schlosses, im Mozart-Saal der Stuttgarter Liederhalle und in Konzertreihen in Baden-Württemberg statt. Regelmäßige Konzertreisen führten das Ensemble durch Deutschland und Europa, nach Japan, Hongkong, China, St. Petersburg, Kanada und in die USA. Im Rahmen einer Tournee nach Taiwan konzertierte das Orchester 2009 in der National Theater and Concert Hall in Taipeh.
Im Oktober 2000 agierte das JuKo im Theaterhaus Stuttgart als Opernorchester bei der Uraufführung einer neuen Oper des Stuttgarter Komponisten Axel Ruoff. Im Jahr 2001 kam das Konzert für Bandoneon und Streichorchester von Lothar Hensel zur Aufführung.
Im Rahmen der Initiative tutti pro der Deutschen Orchestervereinigung mit der Jeunesses Musicales Deutschland und dem Verband deutscher Musikschulen stand das Orchester 2014 unter der Patenschaft des Württembergischen Kammerorchesters Heilbronn, zu dem das JuKo weiterhin eine enge Verbindung pflegt. Von 2007 bis 2023 wurde das Orchester von Alexander G. Adiarte geleitet, bevor Michael Böttcher 2023 die Leitung übernahm. 

## Diskografie (Auswahl)
- Karl Amadeus Hartmann / Peter Iljitsch Tschaikowki. Concerto funèbre für Violine und Streichorchester / Souvenir de Florence. Dirigent: Christoph Adt (Musikschule Stuttgart; 1998)
- Georg Friedrich Händel: Der Messias. Mit Gabriele Hierdeis, Sopran; Marion Eckstein, Alt; Julius Pfeifer, Tenor; Stephan Storck, Bass; Stuttgarter Hymnus-Chorknaben, Leitung: Hanns-Friedrich Kunz (2001)